# Красуневі
Красуневі або красуні (Calopterygidae) — родина рівнокрилих бабок. Середні та великі комахи (розмах крил 50–80 мм), часто металевого кольору. Родина має близько 150 видів, які зустрічаються на всіх континентах, окрім Антарктиди. Живуть уздовж річок і струмків.

## Опис
Тіло струнке, із металічним блиском. Їхні крила ширші ніж у інших рівнокрилих, комахи у спокої тримають крила паралельно тілу, трохи піднятими. У деяких видів крила помітно забарвлені, при цьому в самців крила зазвичай сині, без птеростигм, у самок зелені або коричневі. Крила також густо пожилковані. Перший сегмент антен імаго довший за сукупну довжину інших сегментів. Ці бабки мають уривчасту, стрибаючу форму польоту, подібну до польоту метелика (тобто пурхають, а не летять навпростець і зависають як бабки інших родин).
Яйця відкладають у тканини рослин без супроводу самців.

## Класифікація
Підродина Caliphaeinae Tillyard & Fraser, 1939:
- Caliphaea Hagen in Selys, 1859
- Noguchiphaea Asahina, 1976

Підродина Calopteryginae Selys, 1859:
- Archineura Kirby, 1894
- Atrocalopteryx Dumont, Vanfleteren, De Jonckheere, & Weekers, 2005
- Calopteryx Leach, 1815
- Echo Selys, 1853
- Iridictyon Needham & Fisher, 1940
- Matrona Selys, 1853
- Mnais Selys, 1853
- Neurobasis Selys, 1853
- Phaon Selys, 1853
- Psolodesmus McLachlan, 1870
- Sapho Selys, 1853
- Umma Kirby, 1890
- Vestalis Selys, 1853

Підродина Hetaerininae Selys, 1853:
- Hetaerina Cowley, 1934
- Mnesarete Hagen in Selys, 1853

## Деякі види
- Atrocalopteryx atrata‎
- Calopteryx andancensis‎
- Calopteryx cornelia‎
- Calopteryx japonica
- Calopteryx splendens‎‎
- Calopteryx virgo‎‎
- Calopteryx xanthostoma‎‎
- Hetaerina americana‎‎
- Hetaerina caja‎‎
- Hetaerina titia‎‎‎
- Matrona cyanoptera‎‎‎
- Mnais costalis
- Mnais pruinosa
- Mnesarete fuscibasis‎‎‎
- Mnesarete pudica
- Neurobasis kaupi
- Phaon iridipennis‎‎‎
- Sapho armissani
- Sapho legrandi